# 吉娜·爱丽丝
吉娜·爱丽丝·雷德林格（德語：Gina Alice Redlinger，1994年8月22日—），德国钢琴家、歌手。

## 早年生活及教育
吉娜·爱丽丝·雷德林格（Gina Alice Redlinger）于1994年8月22日生于德国威斯巴登，父亲是德国人，母亲是韩国人。
她从七岁开始学习钢琴，毕业于汉堡音乐与戏剧学院文化与媒体管理专业。

## 音乐生涯
2019年，她举办首场钢琴独奏音乐会，获得了业界的好评。

## 演艺生涯
2019年10月，加盟腾讯视频真人秀《幸福三重奏》第二季。11月，签约环球音乐并献唱《冰雪奇缘2》中文推广曲《回忆之河》。
2020年参与《妻子的浪漫旅行》第四季，为节目固定成員。
2023年參與《乘風2023》。
2024年参与《今晚开放麦》第二季。

## 个人生活
2019年6月，她和中国钢琴家郎朗结婚。二人年齡相差12歲。
2021年1月28日，誕下一子，取名为Winston。